# Kassimowski rajon
Der Kassimowski rajon (russisch Касимовский район) ist ein Rajon in der Oblast Rjasan in Russland. Das Verwaltungszentrum des Rajons ist die Stadt Kassimow, die selbst nicht zum Rajon gehört.

## Geographie
Der Kassimowski rajon grenzt im Norden an die Oblast Wladimir, im Westen an den Klepikowski rajon, im Osten an die Oblast Nischni Nowgorod sowie an den Jermischinski rajon, im Süden an den Spasski rajon sowie den Schilowski rajon und den Pitelinski rajon.
Das Klima ist gemäßigt kontinental. Der bedeutendste Fluss des Rajons ist die Oka.
Der Rajon gliedert sich in 3 Stadtgemeinden und 22 Landgemeinden.

## Geschichte
Der Kassimowski rajon wurde im Jahre 1929 gegründet.

## Politik
Oberhaupt des Rajons ist Walerij Lunin.